# Степногорский подшипниковый завод
АО «Степногорский подшипниковый завод» (каз. Степногорск подшипник зауыты) — производственное предприятие в городе Степногорске Акмолинской области республики Казахстан. Ранее называлось Государственный подшипниковый завод № 16 (ГПЗ-16). Специализируется на выпуске роликовых радиальных подшипников для железнодорожного транспорта.

## История
Завод основан в 1976 году. 27 декабря 1977 года был выпущен первый подшипник. Проектная мощность: 2,2 млн подшипников в год.
В 1992 году предприятие выпускало пять типов подшипников, а в 1993 году — 7 типов. Сейчас выпускает 12 типоразмеров. В 1990-е годы завод испытывал финансовые трудности из-за узкого рынка сбыта. 
С 2001 года предприятие использовало торговый знак «ЕПК».
В 2022 году в связи с утверждением обновлённой стратегии развития предприятия, а также с окончанием срока лицензионного договора на использование торговой марки "ЕПК", принадлежащей российской компании, Степногорский подшипниковый завод проводит ребрендинг и регистрирует собственную торговую марку для дальнейшего продвижения её на рынке. 
В настоящее время АО «Степногорский подшипниковый завод» - крупнейший производитель подшипников в республике Казахстан. Выпускает подшипники всех конструктивных групп с наружным диаметром от 20 мм до 2 000 мм для всех основных отраслей промышленности. Основной номенклатурой продукции, выпускаемой предприятием, являются подшипники для железнодорожного транспорта  и техники. Технологическое оснащение предприятия позволяет выпускать высококачественные подшипники с гарантированным ресурсом эксплуатации во всех климатических зонах. 
Собственная конструкторская служба позволяет разрабатывать и запускать в производство новые типы подшипников. На предприятии внедрена и успешно функционирует система менеджмента качества и бизнеса, соответствующая требованиям стандартов ISO 9001 и Международного стандарта железнодорожной промышленности IRIS. Планирование производства и реализацию продукции АО «Степногорский подшипниковый завод» осуществляет сервисно-сбытовая структура — ТОО «Торговый дом СТПЗ».
В 2018 году стало известно, что АО "Харьковский подшипниковый завод" предложил установить пошлины на ввоз казахстанских подшипников в размере 30,5% сроком на пять лет.
Весной 2023 года сменились владельцы у «Европейской подшипниковой корпорации». Бывший собственник Александра Москаленко продал ЗПИФ «Фонд промышленных инноваций» российские предприятия, входившие в ЕПК, при этом оставил в своём владении завод в Степногорске.

## Продукция
Завод производит
- роликовые радиальные подшипники с короткими цилиндрическими роликами (применяются в железнодорожном транспорте).
- вагонные буксовые подшипники для железнодорожного подвижного состава. По технико-экономическим показателям подшипники соответствуют данным типов подшипников по каталогу SKF NG.
- тороидальные (бессепараторные) подшипники[3][4].

В настоящее время ведутся работы по освоению новых видов продукции. Готовится принципиально новый кассетный подшипник, который конструктивно заменит ныне используемый подшипник моторно-осевых тягловых электродвигателей электровозов и тепловозов. Так завод готов к расширению номенклатуры выпускаемых подшипников, запасных частей для железной дороги, транспорта и другой продукции промышленного назначения.
Ежедневно при двухсменной работе с конвейера предприятия сходит 2200-2500 изделий.
Именно на этом заводе впервые в СНГ перешли на производство вагонных буксовых подшипников с пластмассовым сепаратором.
В ноябре 2016 года стало известно, что Степногорский подшипниковый завод проводит масштабную модернизацию. 

## Качество
По результатам опроса и исследований Центра международного маркетинга АО «Степногорский подшипниковый завод» награждён в 1995 году Алмазной Звездой Качества, а в 1996 году ГПЗ-16 наградили за конкурентную и качественную продукцию, за участие в развитии экономики Казахстана, интеграцию в мировую экономику, а также за активное поддержание высокого уровня развития своего бизнеса АО «СПЗ» было удостоено международного приза «GOLD GLOB», учрежденного East Development Foundation Inc.
Степногорские подшипники с полиамидными сепараторами новой конструкции успешно прошли испытания во Всероссийском научно-исследовательском институте железнодорожного транспорта.
В 2008 году система менеджмента качества завода прошла ресертификацию на соответствие стандарту ISO 9001:2000.

## Обороты
Объём товарной продукции за 2009 год составил 7,1 млрд. тенге.
В 2010 году предприятие увеличило выпуск подшипников на 6%.

## Прочее
Степногорский подшипниковый завод взял шефство над детским домом города Акколь (бывш. Алексеевка).